# Egnasia gilragalis
Egnasia gilragalis är en fjärilsart som beskrevs av Pieter Cornelius Tobias Snellen 1880. Egnasia gilragalis ingår i släktet Egnasia och familjen nattflyn. Inga underarter finns listade i Catalogue of Life.